# BUG FILMS
BUG FILMS INC. (яп. 株式会社バグフィルム Кабусики-гайся BUG FILMS ) — японская анимационная студия, основанная в 2021 году.

## История
Студия основана как дочерняя компания Twin Engine , в сентябре 2021 года Хироаки Кодзимой, который работал продюсером OLM над «Major 2nd» и «Komi Can’t Communicate» .
Генеральный директор Кодзима сказал: «Я основал Bug Film, потому что хотел создать что-то, что было бы ценно для тех, кто это увидит. Каждый день во всем мире создается бесчисленное количество анимационных работ, бросайте вызов новым выражениям, не увлекаясь трендами» .
Кроме того, с созданием студии материнская компания Twin Engine планирует «усилить производственную линию с целью глобальной экспансии» .

## Работы

### Аниме-сериалы
| Год  | Название                           | Режиссёр        | Дата начала трансляции | Дата окончания трансляции | Эпизоды | Примечания                       |
| ---- | ---------------------------------- | --------------- | ---------------------- | ------------------------- | ------- | -------------------------------- |
| 2023 | «Zom 100: Bucket List of the Dead» | Кадзуки Кавагоэ | 9 июля 2023            | 26 декабря 2023           | 12      | На основе манги Харо Асо.        |
| 2025 | «Ателье колдовских колпаков»       | Аюму Ватанабэ   | TBA                    | TBA                       | TBA     | На основе манги Камомэ Сирахама. |